# Mesquita de Bibi Hanim

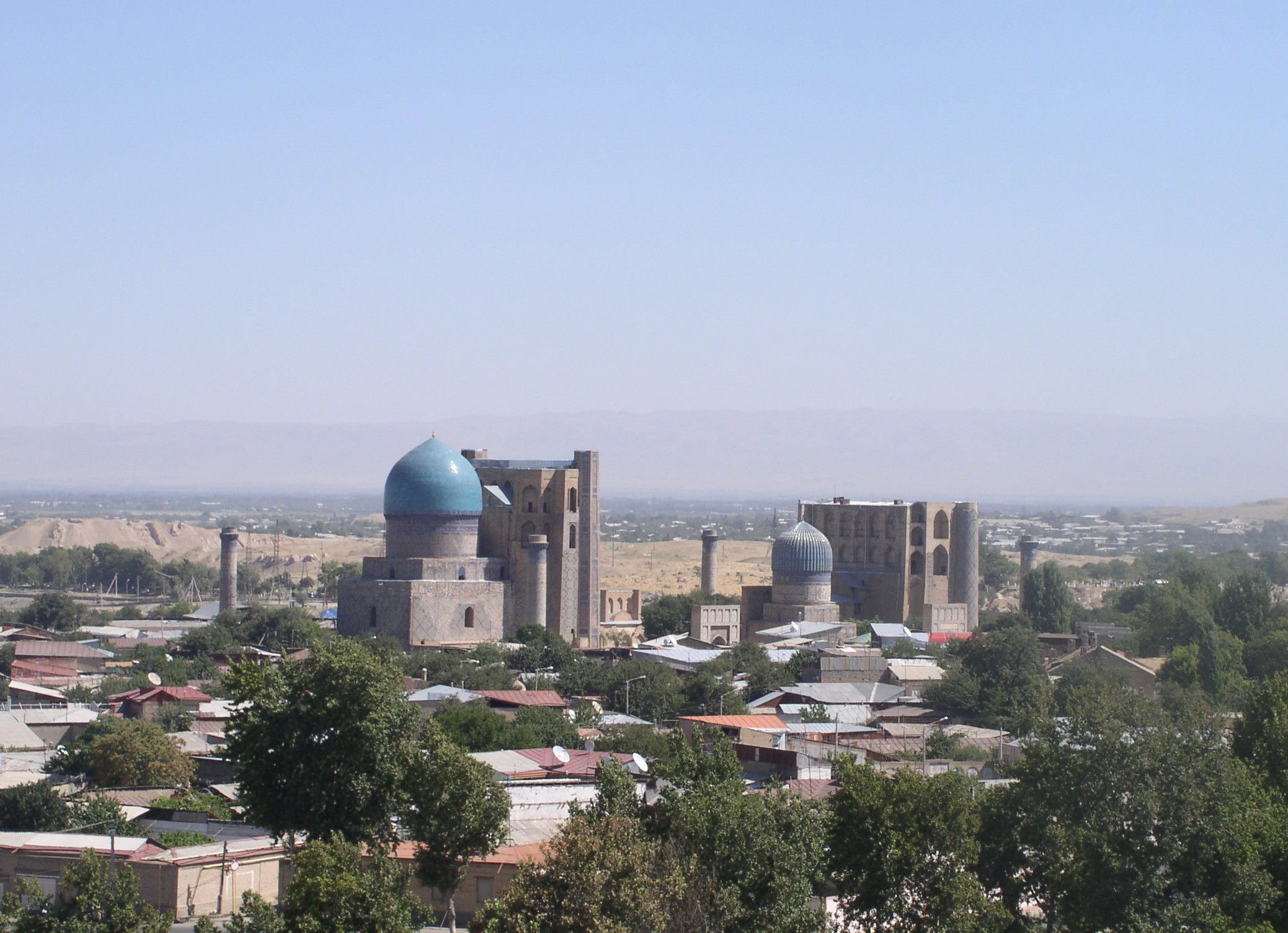
Mesquita de Bibi Hanim

A Mesquita de Bibi Hanim (ou Bibi-Khanym, Bibi-Khanim, Bibi-Chanym, Bibi-Hanim, Bibi-Khanum, Bibi-Hanum, etc.; em usbeque: Bibi-Xonim masjidi; em persa: مسجد بی بی خانم; em russo: Бибиханым) é uma mesquita em Samarcanda, Uzbequistão, que foi uma das maiores mesquitas do mundo antes de ter sido destruída por um sismo em 1897. Com um arco de entrada de 35 metros e um gigantesco Alcorão de mármore, destinado a ser lido do alto do minarete, continua a ser um dos monumentos mais imponentes da cidade. Deve o seu nome a Sarai Mulque Canum, conhecida como Bibi Canum ou Bibi Hanim, a principal consorte de Tamerlão, o fundador do Império Timúrida, que segundo alguns autores, a teria mandado construir.[carece de fontes?]